# Hochjochferner
De Hochjochferner (Italiaans: Vedretta del Giogo Alto) is een gletsjer in de Ötztaler Alpen. De gletsjer ligt in het berggebied tussen het Venter Tal in Tirol en het Schnalstal in Zuid-Tirol, op de grens tussen Oostenrijk en Italië.
De gletsjer strekt zich vanaf de Grawand (3251 meter) en de Fineilspitze (3514 meter) ten zuiden van de ijsvlakte uit naar het noorden tot bij de Jochjoch (2750 meter) richting het Rofental. Zijn grootte bedraagt thans circa 1,85 km². Samen met de aangrenzende Fineilferner bedraagt het gletsjeroppervlak zelfs 3,1 km². Andere gegevens gaan uit van een nog veel grotere oppervlakte, namelijk 6,83 km².
Vanaf de Grawand gemeten is de Hochjochferner 3,5 kilometer lang. De grootst gemeten hoogte bedraagt 45 meter. Tussen het hoogste en het laagste punt van de gletsjer ligt 940 meter.
Zoals de andere gletsjers in dit gebied, neemt ook de Hochjochferner in grootte af. Sinds 2002 werden in het kader van het gletsjerbericht van de Österreichische Alpenverein de volgende afnames geconstateerd:
| Jaar | Gletsjerafname per jaar |
| ---- | ----------------------- |
| 2002 | -25,5 meter             |
| 2003 | -42,9 meter             |
| 2004 | -14,1 meter             |
| 2005 | -22,5 meter             |

Gepatschferner · Grinner Ferner · Gurgler Ferner · Guslarferner · Hintereisferner · Hintertuxer Gletscher · Hochjochferner · Kesselwandferner · Mittelbergferner · Niederjochferner · Pasterze ·  Rettenbachferner · Stubaier Gletscher · Taschachferner · Vernagtferner